# Posició
En física la posició és una magnitud vectorial que serveix per fer referència a un punt en un sistema de coordenades. Se sol representar per la lletra {\displaystyle {\vec {r}}} o per {\displaystyle {\vec {x}}} i en unitats del sistema internacional es mesura en metres. Per determinar la posició d'un objecte necessitem fer-ho respecte d'un sistema de referència fix. Així doncs, la posició serà la distància de l'objecte fins a l'origen del sistema de referència. Té un signe o un altre segons el costat de l'eix on se situï.
En mecànica la posició d'una partícula en l'espai es representa com una magnitud física respecte a un sistema de coordenades de referència. En relativitat general, la posició no és representable mitjançant un vector euclidià, ja que l'espaitemps és corb en aquesta teoria, per la qual cosa la posició necessàriament ha de representar-se mitjançant un conjunt de coordenades curvilínies arbitràries, que en general no poden ser interpretades com les components d'un vector físic genuí. En mecànica quàntica, la representació de la posició d'una partícula és encara més complexa, a causa de l'efecte de no localitat relacionat amb el problema de la mesura de la mecànica quàntica.
En general, en un sistema físic o d'un altre tipus, que s'utilitza el terme posició per a referir-se a l'estat físic, situació distingible que exhibeix el sistema o la trajectòria d'un cos des del més gran fins al més petit en la física. Així és comú parlar de la posició del sistema en un diagrama que il·lustra variables d'estat del sistema.

## Aplicacions

### Geometria diferencial
Col·loca camps de vector, són solguts, descriu espai continu i diferenciable corbes, en quin cas les necessitats de paràmetre independents no ser temps, però pot ser durada d'arc de la corba.

### Mecànica
En qualsevol equació de moció, el vector de posició r(t) és usualment en la majoria quantia cotitzada perquè aquesta funció defineix la moció d'una partícula (i.e. una massa de punt) – la seva ubicació relativa a un sistema de coordenada donat en algun moment.
Per definir la moció dins anomena de posició, cada coordenada pot ser parametritzat per temps; des de cada valor successiu de temps correspon a una seqüència de les ubicacions espacials successives donades per les coordenades, el límit de contínuum de moltes ubicacions successives és un camí les traces de partícula.
En el cas d'un dimensiona, la posició té només u component, així que ell eficaçment degenera a una coordenada escalar. Podria ser, digues, un vector dins el x direcció, o el radial r direcció. Les notacions equivalents inclouen.

## Posició en mecànica quàntica
En mecànica quàntica no-relativista per a la majoria dels sistemes no pot parlar-se de la posició d'una determinada partícula o fins i tot de la seva trajectòria. Això és una conseqüència del principi d'incertesa de Heisenberg. En aquesta teoria les coordenades intervenen només com a argument de la funció d'ona que descriu un sistema, però en general aquestes coordenades no designen la posició de cap partícula.